# まっさかさマジック!
「まっさかさマジック!」は、shallmの楽曲。自身の配信シングルとして、Virgin Musicからダウンロード配信で2024年1月9日に発売された。作詞・作曲はボーカルのliaが自ら担当した。編曲はNaoki ItaiとYusuke Koshiro。

## 概要
楽曲はテレビアニメ『姫様“拷問”の時間です』第1期のオープニング主題歌に起用された。
ボーカルのliaは楽曲について「私はアニソンが大好きですし、夢であったアニメのタイアップ主題歌を担当することが叶って本当に嬉しい限りです。少しでも多くの方にこの作品の魅力を伝えるお手伝いができたらと思っています。そして、何年経っても楽曲を聴いてこの素敵な作品のことを想っていただけたら嬉しいです」とコメントしている。
同楽曲のミュージック・ビデオは、2024年2月12日に公式YouTubeチャンネルでプレミア公開された。監督はマザーファッ子が務め、Shallm（lia）のパフォーマンスシーンと水野舞菜（元ラストアイドル）、高梨優佳（女優、雑誌『JELLY』専属モデル）による「まっさかまさかな出会い」を様々な角度から描いたストーリーシーンで構成されている。